# Allophylus trichophyllus
Allophylus trichophyllus är en kinesträdsväxtart som beskrevs av Merr. & Chun. Allophylus trichophyllus ingår i släktet Allophylus och familjen kinesträdsväxter. Inga underarter finns listade i Catalogue of Life.